# Joan Monegal i Castells
Joan Monegal et Castells, né à Manrèse, province de Barcelone, le 14 mai 1933 et mort à Sabadell, province de Barcelone, le 7 mai 1981, est un peintre espagnol. 
Son œuvre est caractérisée par les émotions et les passions. Pendant son vie, il a réalisé plusieurs expositions dans différents endroits comme Barcelone, Madrid, Valence ou Andorre.

## Biographie
Sa formation se déroule à l'Académie Miralles de Manrèse. Il est l'élève des peintres Joan Vilatobà i Fígols, Màrius Vilatobà Ros et Antoni Vila i Arrufat. Plus tard il entre à l'École de Beaux-arts de Sant Jordi de Barcelone où il remporte son premier prix de dessin. C'est dans cette école qu'il rencontre et se lie d'amitié avec Carlos Arboleda, un sculpteur. En 1961 il part habiter à La Massana avec sa famille et en 1974 s'installe à Andorre-la-Vieille.
Il est mort le 7 mai 1981, à l'âge de 47 ans.

### Vie privée
Monegal a été marié avec Rosa Blasi et Solsona et il a eu deux fils, Joan Monegal i Blasi, avocat et Marc Monegal i Blasi, architecte,.

## Exposition
En 2020, le ministère andorran de la Culture a inauguré l'exposition virtuelle « Joan Monegal ». La salle d'exposition Artalroc prévoyait d'accueillir l'ouverture de l'exposition, mais en raison de la pandémie de Covid-19, le gouvernement a décidé de présenter les tableaux virtuellement sur les réseaux sociaux.
En juin 2020 l'exposition ouvre ses portes au public. Il s'agit de la première expo de l'artiste,.
Une partie de son travail a récemment été intégrée à la Funcació Vila Casas.

### Dernières expositions
Sa peinture est caractérisée par les émotions et les passions. On y trouve toujours une sérénité et un équilibre qui témoignent d'une maîtrise des émotions et d'un accès à une spiritualité apaisée.
« Le concept de créativité est essentielle pour moi. Mon œuvre veut exprimer l'exploration des dimensions et les changements de l'esprit humain. Ce qui explique dans un langage propre à moi, fait de virements, de couleurs, de traits et de juxtapositions… Je définirais ma peinture comme une réévaluation de la figuration. La composition représente des attitudes symboliques. Ma peinture pourrait arriver jusqu'à l'abstraction, démembrant le thème à force de voiles. Je n'en utilise pas plus de trois ou quatre, parce qu'il risquerait d'arriver à rien... »
.